# Witch Doctor (Cartoons)
Witch Doctor is een nummer van de Cartoons uit 1999 dat aanvankelijk werd geschreven door Ross Bagdasarian in 1958.
In 1999 brachten de Deense danceact het nummer uit op hun album Toonage. Het behaalde in diverse landen de hitlijst waar onder ook de Nederlandse Top 40. Hier piekte het lied op de twaalfde plek in de tien weken dat het in de lijst stond.